# 2102 Tantalus
2102 Tantalus este un asteroid descoperit pe 27 decembrie 1975 de Charles Kowal.